# هنریک توماینان
هنریک همایاکی توماینان (ارمنی: Հենրիկ Հմայակի Թումանյան؛  زادهٔ ۱۵ سپتامبر ۱۹۱۴ - درگذشته ۱۹ ژوئن ۱۹۸۲) شاعر، ترجمه و روزنامه‌نگار اهل ارمنستان بود.

## زندگی‌نامه
وی در ۱۵ سپتامبر ۱۹۱۴ در آشتاراک به دنیا آمد و از انستیتو ادبیات ماکسیم گورکی فارغ‌التحصیل گشت. وی عضو اتحادیه نویسندگان اتحاد شوروی بود و در گراکان ترت فعالیت می‌کرد. همچنین برندهٔ جوایزی همچون چهره فرهنگی شایسته ارمنستان شوروی شده است. وی در ۱۹ ژوئن ۱۹۸۲ در سن ۶۷ سالگی در مسکو درگذشت.